# Sebadoris
Sebadoris is een geslacht van weekdieren uit de klasse van de Gastropoda (slakken).

## Soorten
- Sebadoris fragilis (Alder & Hancock, 1864)
- Sebadoris nubilosa (Pease, 1871)